# Ryszard Świniarski
Ryszard Świniarski (ur. 1 lutego 1948) – polski lekkoatleta, średniodystansowiec, mistrz Polski.
Specjalizował się w biegu na 800 m. Zdobył na tym dystansie tytuł mistrza Polski w 1974 (czas 1:47,8), wicemistrza w 1973 (czas 1;47,9) i brązowy medal w 1976 (czas 1;47,2).
W latach 1973–1974 dwukrotnie startował w meczach reprezentacji Polski, bez zwycięstw indywidualnych].
Rekordy życiowe Świniarskiego:
- bieg na 800 m – 1:47,1 (25 lipca 1974, Warszawa)[3]
- bieg na 1500 m – 3:43,2 (18 czerwca 1972, Warszawa)[4]

Od 1966 roku związany z Kaliszem i Kaliskim Klubem Sportowym „Calisia”.